# 格雷丝·莫洛尼
格雷丝·玛丽亚·莫洛尼（英語：Grace Maria Moloney；1993年3月1日—），爱尔兰共和国女子足球运动员，司职守门员，目前效力于伦敦城雌狮足球俱乐部和爱尔兰共和国国家女子足球队。她曾代表爱尔兰参加2023年国际足联女子世界杯。